# Tainan-Nordbezirk
Tainan-Nordbezirk (chinesisch 臺南市北區, Pinyin Táinán shì Běiqū, taiwanisch: Tâi-lâm-chhī Pak-khu) ist ein Bezirk der regierungsunmittelbaren Stadt Tainan in der Republik China (Taiwan).

## Lage und Beschreibung

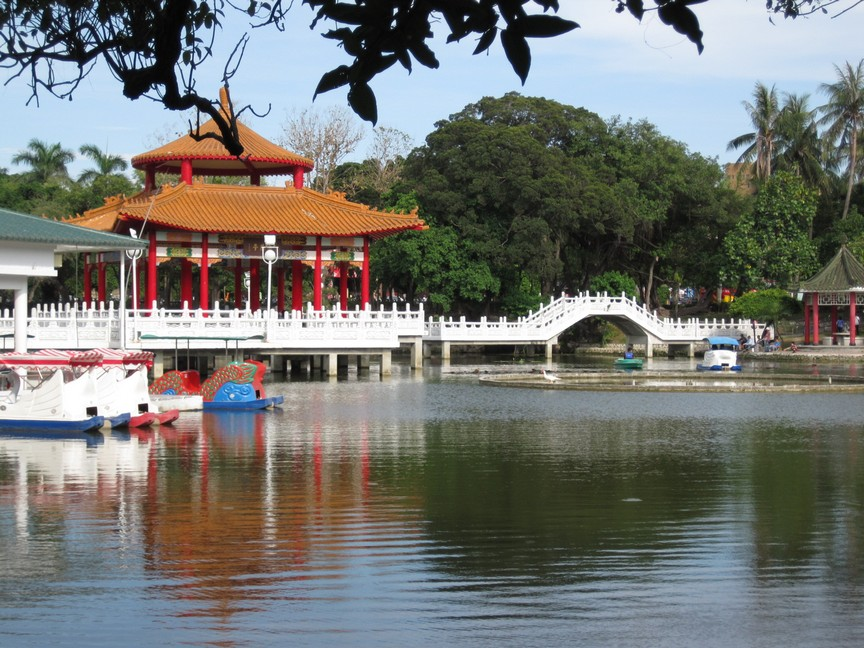
Im Tainan-Park

Der Tainan-Nordbezirk befindet sich im Südwesten der heutigen Stadt Tainan. Sein Name bezieht sich auf seine Lage im Norden der Kernstadt vor der Angliederung des Bezirks Annan im Jahr 1946 und der Vereinigung der Kernstadt mit dem Landkreis Tainan im Jahr 2010. Tainan-Nords Nachbarbezirke sind Annan im Nordwesten und Norden, Yongkang im Osten, Tainan-Ost im Südosten sowie Zentrum-West im Süden und Westen. Der Nordbezirk grenzt im Norden an den Fluss Yanshui (鹽水溪) und im Osten an den Chaitougang (柴頭港溪), der dem Yanshui zufließt.
Mit einer Bevölkerung von fast 126.000 Einwohnern lag Tainan-Nord im Oktober 2024 auf Rang 4 unter den Bezirken der Stadt.
In Tainan-Nord befinden sich drei Teilcampus der Cheng-Kung-Nationaluniversität.

## Geschichte

Das Kleine Nordtor während der japanischen Kolonialzeit, Datum unklar

Das Gebiet des heutigen Tainan war ursprünglich von taiwanischen Ureinwohnern, den Siraya und den Taivoan, besiedelt. In der ersten Hälfte des 17. Jahrhunderts stand das Gebiet der heutigen Kernstadt unter Kontrolle der Niederländischen Ostindien-Kompanie. Nach deren Vertreibung durch Zheng Chenggong wurde hier das Königreich Tungning gegründet, die Einwanderung chinesischer Siedler in größerem Umfang begann und verstärkte sich mit dem Beginn der Qing-Herrschaft über Taiwan. Vom 17. bis zum Ende des 19. Jahrhunderts war Tainan die Hauptstadt der Insel.
Der heutige Nordbezirk war in jener Zeit Teil des Stadtteils Zhenbeifang (鎮北坊). Viele Behörden und Militäreinrichtungen hatten hier ihren Sitz. Am Stadtrand befand sich das heute nicht mehr existente Kleine Nordtor (小北門 Xiao Beimen) Tainans, an das noch der Name der Nordtorstraße (北門路 Beimen lu) erinnert. Der Ort profitierte von seiner Lage im Zentrum der taiwanischen Hauptstadt und danach von der Eröffnung des Bahnhofs Tainan während der taiwanischen Kolonialzeit im Jahr 1900.
Der heutige Bezirk entstand nach der Übernahme Taiwans durch die Republik China aus einer Zusammenfassung von elf Ortsteilen im Jahr 1946. In den folgenden Jahrzehnten setzte ein beträchtliches Bevölkerungswachstum ein, von über 17.000 Einwohnern im Jahr 1946 auf fast 133.000 im Jahr 2016.

## Verkehr und Wirtschaft

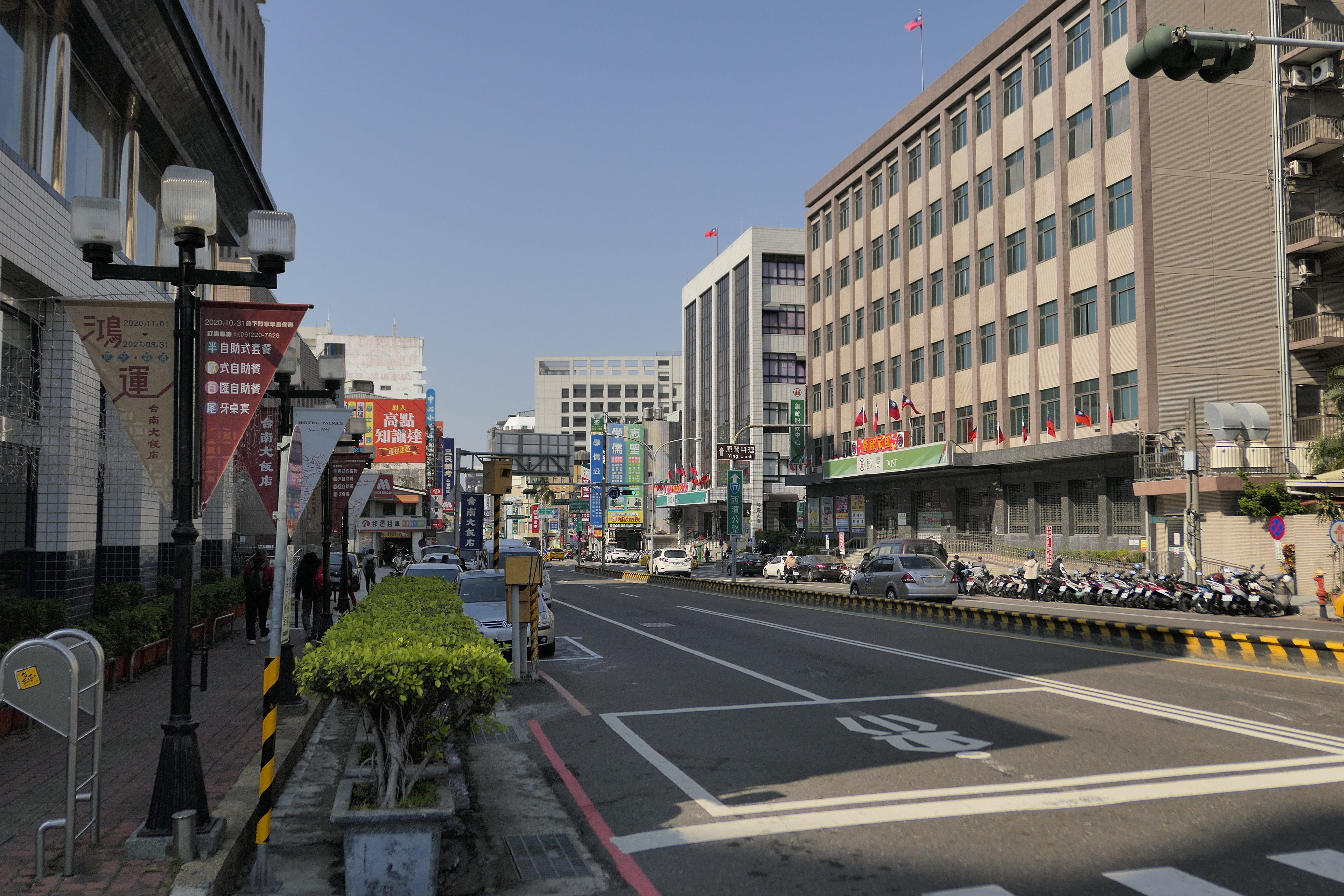
Die Chenggong Road

Durch Tainan-Nord verlaufen die Provinzstraßen 17 und 17A (17甲) im Westen und die Provinzstraße 20 im Osten. Weitere wichtige Verkehrsadern sind die sich im Zentrum des Bezirks kreuzenden Straßen Ximen Road (西門路, Nord-Süd) und Hewei Road (和緯路, West-Ost). Der Öffentliche Nahverkehr besteht aus einer Vielzahl von Buslinien. Der Bahnhof Tainan der Taiwanischen Eisenbahn befindet sich in unmittelbarer Nähe des Südostzipfels des Bezirks auf dem Gebiet des benachbarten Tainan-Ost.
Der Nordbezirk ist ein dicht besiedelter, urbaner Stadtteil, in dem das Dienstleistungsgewerbe den wichtigsten Wirtschaftszweig darstellt. Es gibt zahlreiche Hochhäuser, Bürogebäude, Banken, Märkte, Geschäfte und Wohnkomplexe. Aufgrund seiner zahlreichen historischen Gebäude und Tempel ist der Bezirk ein bedeutender Anziehungspunkt für Touristen und Gläubige.

## Kultur und Sehenswürdigkeiten

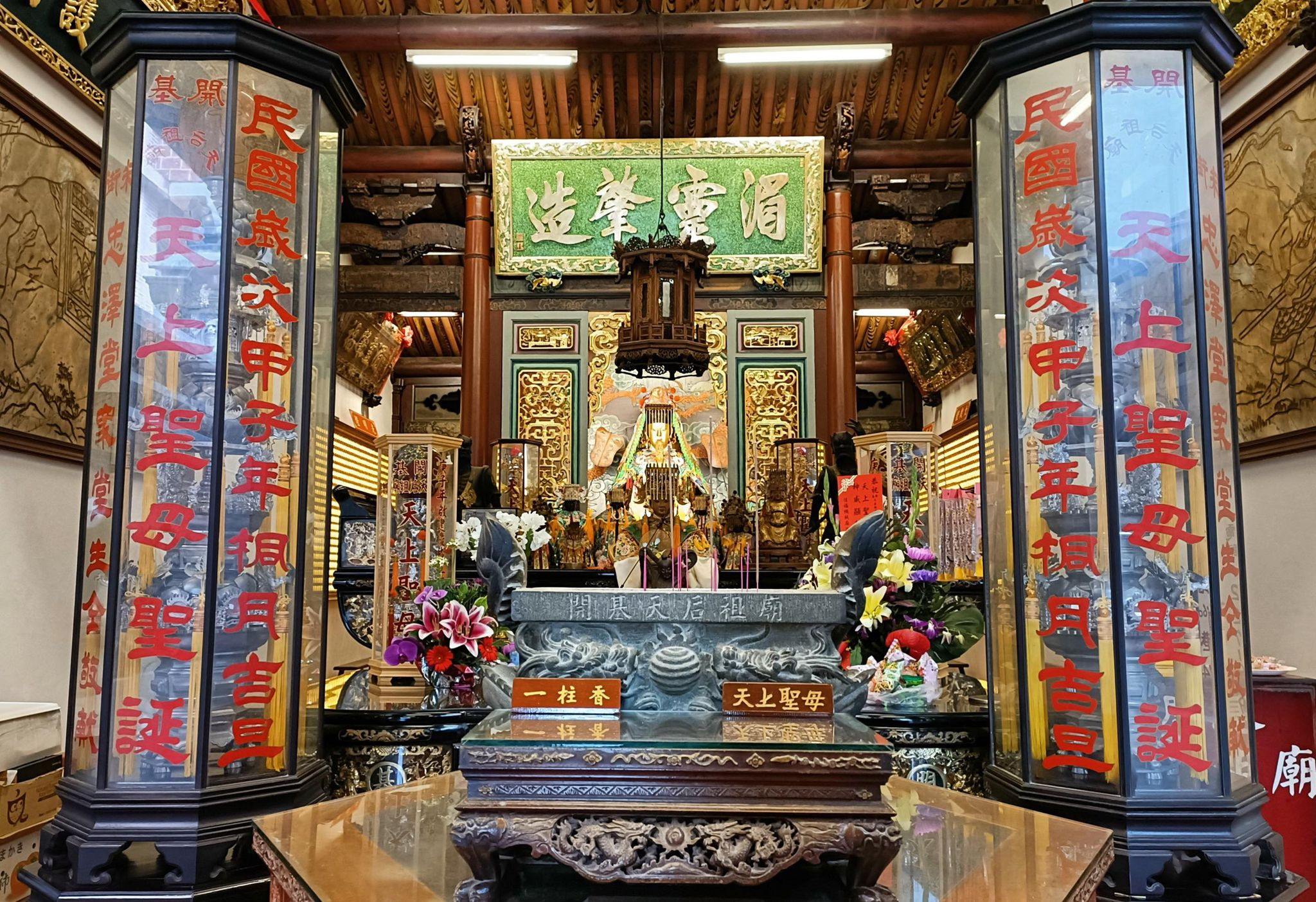
Im Kaiji Tianhou Gong

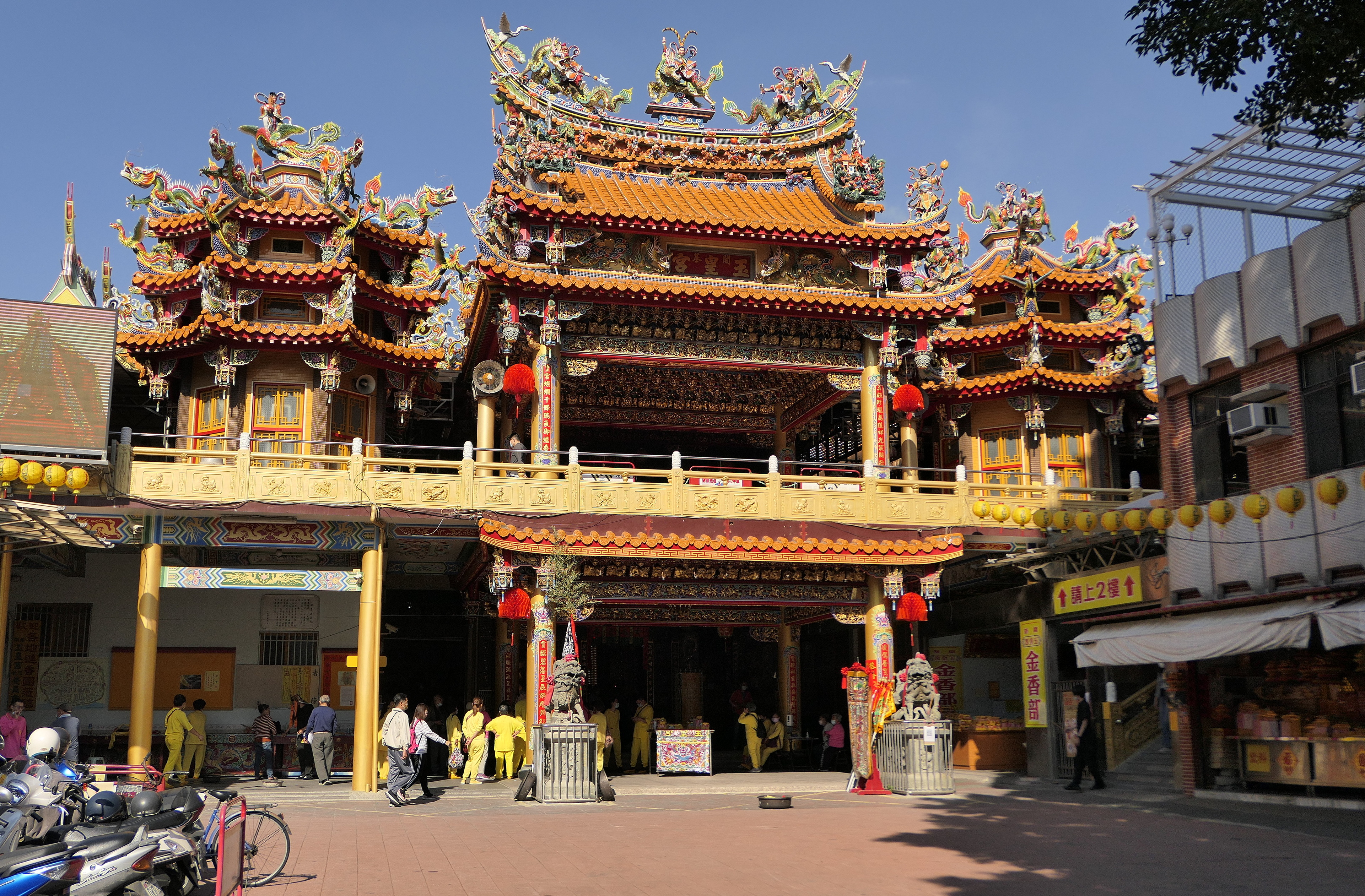
Der Kaiji Yuhuang Gong

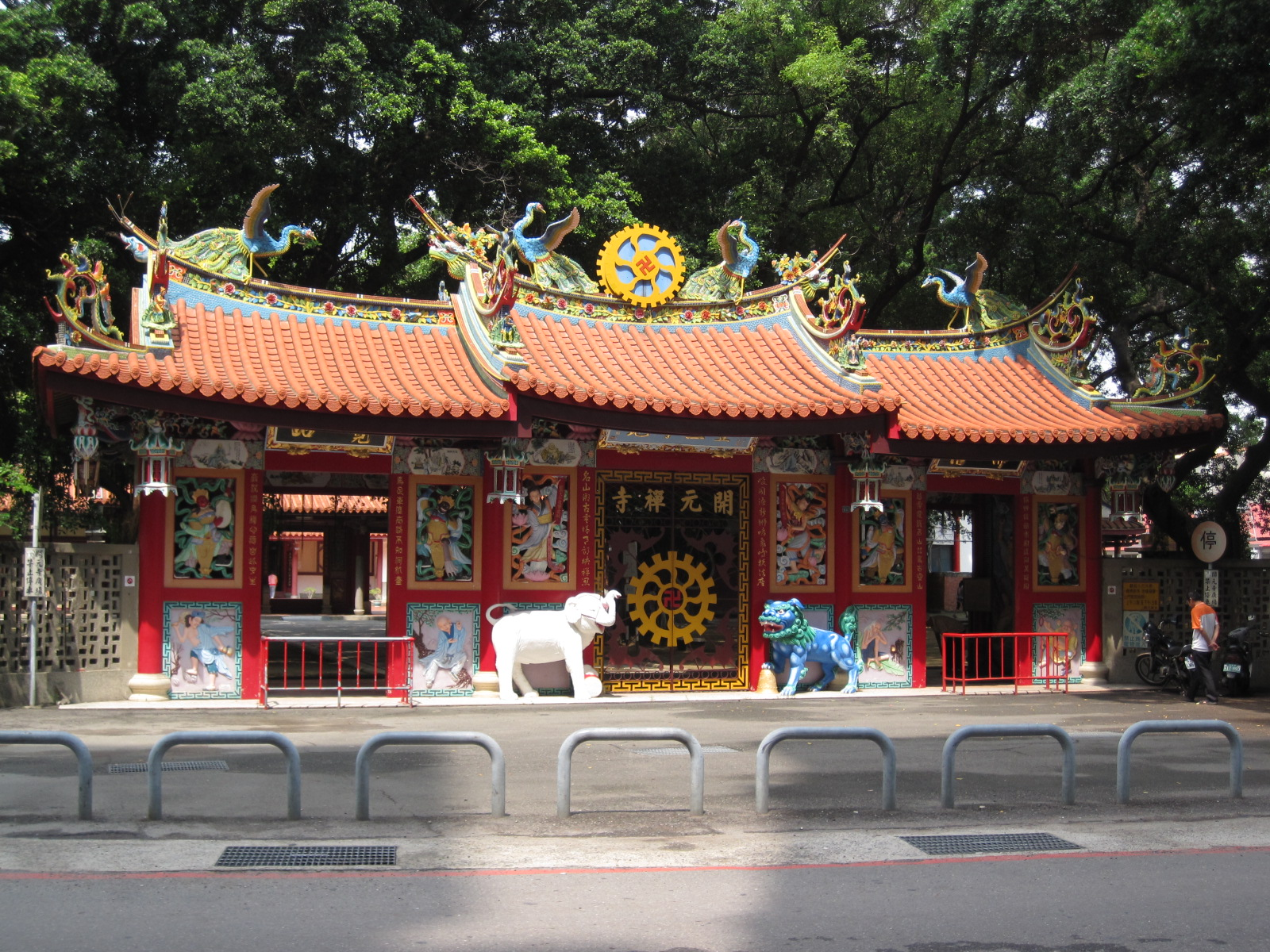
Eingang zum Kaiyuan Si

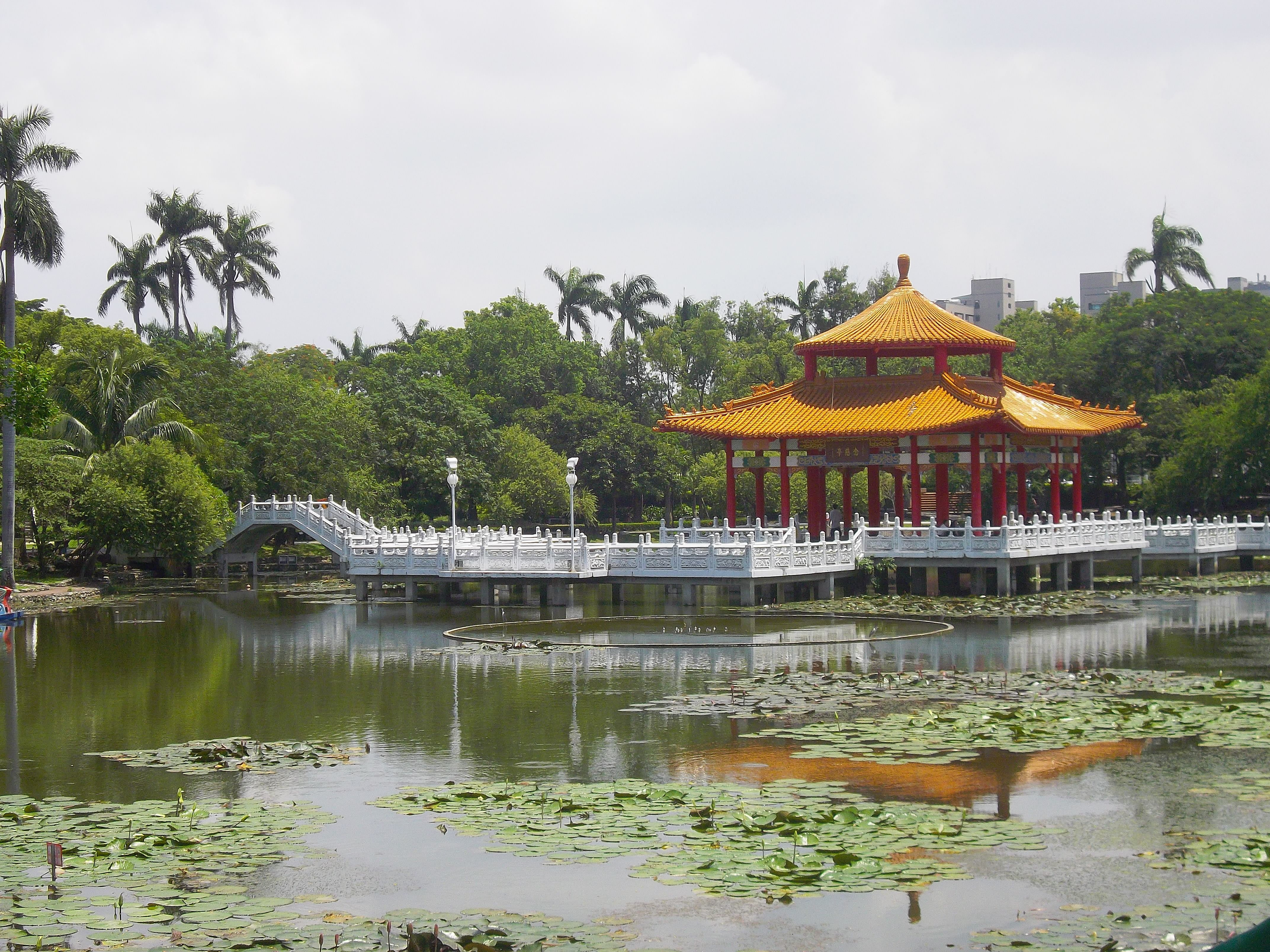
Der Tainan-Park

Da das Gebiet des Nordbezirks zu den am frühesten von Chinesen besiedelten Gegenden Taiwans zählt, finden sich hier viele alte Tempel. Der im　Nordbezirk befindliche Kaiji Tianhou Gong (開基天后宮) gilt als der älteste Mazu-Tempel Taiwans, weshalb er den Namen Kaiji, „Anfang, Grundlage“, trägt. Ursprünglich eine einfache Hütte zur Verehrung der Göttin, wurde er 1662 von Zheng Chenggong nach dessen Sieg über die Niederländer in einen Tempel umgewandelt.
Etwa ebenso alt wie der Tianhou Gong ist der 1670 zur Zeit des Königreichs Tungning gegründete Kaiji Yuhuang Gong (開基玉皇宮), der dem Jadekaiser Yu Di gewidmet ist. Einer der ältesten und bekanntesten buddhistischen Tempel Tainans ist der Kaiyuan Si (開元寺). Erbaut als Palast im Jahr 1680, wurde die Anlage 1690 in einen Tempel mit Namen Haihui Si (海會寺) umgewandelt. Nach dem Zweiten Weltkrieg erhielt das Heiligtum seinen heutigen Namen.
Der Nordbezirk beherbergt drei über den Bezirk hinaus bekannte Nachtmärkte, den Xiaobei Shangchang (小北商場, von den Einheimischen 小北仔 Sio-pak-á genannt), den Xiaobei Chenggong Yeshi (小北成功夜市) und den „Blumen-Nachtmarkt“ Huayuan Yeshi (花園夜市). Diese Märkte werden gern wegen ihrer lokalen kulinarischen Spezialitäten besucht.
Im Südosten des Bezirks liegt der während der japanischen Kolonialzeit 1917 eröffnete Tainan-Park (臺南公園 Tainan Gongyuan), der älteste und größte Park der Kernstadt. Im Park befindet sich des Naturwissenschaftsmuseum für Kinder (台南市兒童科學館 Tainanshi Ertong Kexue Guan).